# 北韓改革放送
北韓改革放送（ほっかんかいかくほうそう、英称：North Korea Reform Radio）は対北放送の一つ。
2007年12月13日から14日の試験放送を経て、2007年12月24日、韓国標準時（KST）21:00~21:30より短波9630kHzで開局。
特に北朝鮮の幹部・エリート・青年層に向けを放送の聴取対象とし、改革の方法と改革ビジョン啓蒙の二つに焦点をあてて送り込む事を目的として、北朝鮮より脱北した脱北者により運営されている放送である。
放送言語は朝鮮語。
送信所：タシュケント（ウズベキスタン） 
周波数7590kHz 出力100kw
北朝鮮からは同周波数でジャミングが出ていることが多い。

## 周波数
| 放送時間（KST） | 周波数（短波） |
| --------------- | -------------- |
| 23:30-00:30     | 7590kHz        |
| 05:30-06:30     | 7590kHz        |

※KST＝UTC+9
- 周波数は2019年11月現在。